# Pachycephala graeffii
Pachycephala graeffii és un ocell passeriforme de la família dels paquicefàlids (Pachycephalidae) endèmic del centre de Fiji. Abans es considerava coespecífic amb la xiuladora de les Fiji (Pachycephala vitiensis).

## Taxonomia
Pachycephala graeffii va ser descrit formalment el 1866 per l'ornitòleg alemany Gustav Hartlaub basant-se en un exemplar recollit a l'illa de Viti Levu a Fiji. Va encunyar el nom binomial Pachycephala graeffii, on l'epítet específic va ser escollit en honor al naturalista suís Eduard Heinrich Graeffe.
Anteriorment es considerava coespecífic amb la xiuladora de les Fiji (Pachycephala vitiensis). Ara es tracta com una espècie separada basant-se en les diferències en el plomatge i les vocalitzacions.
Es reconeixen set subespècies:
- P. g. bella (Mayr, 1932) – Vatu Vara (centre est de Fiji, sud-oest de la Polinèsia).
- P. g. koroana (Mayr, 1932) – Koro (centre de Fiji, sud-oest de la Polinèsia).
- P. g. torquata (Layard, 1875) – Taveuni (centre-nord de Fiji, sud-oest de la Polinèsia).
- P. g. aurantiiventris (Seebohm, 1891) – Yanganga (nord de Vanua Levu) i Vanua Levu (excepte la costa sud-est; centre-nord de Fiji, sud-oest de la Polinèsia).
- P. g. ambigua (Mayr, 1932) – sud-est de Vanua Levu, Rabi i Kioa (est del nord-est de Vanua Levu; centre-nord de Fiji, sud-oest de la Polinèsia).
- P. g. optata (Hartlaub, 1866) – costa sud-est de Viti Levu i Ovalau (grup oest de Lomaiviti; oest, centre-oest de Fiji, sud-oest de la Polinèsia).
- P. g. graeffii (Hartlaub, 1866) - Waya (grup de les illes Yasawa) i Viti Levu (nord-oest, oest de Fiji, sud-oest de Polinèsia).